# Tim McGraw (álbum)
Tim McGraw es el álbum debut homónimo del cantante de música country estadounidense Tim McGraw. Lanzado el 20 de abril de 1993 a través del sello discográfico independiente Curb Records. Incluye los sencillos "What Room Was the Holiday In", "Welcome to the Club", "Two Steppin' Mind" y "Memory Lane", los cuales ninguno llegó al Top 40 en las listas de country. Este es el único álbum de estudio de la carrera de McGraw que no ha logrado una Certificación de ventas de grabaciones de música o que ha entrado en las listas de Top Country Albums.

## Lista de Canciones
| CD  |                                          |          |  |
| N.º | Título                                   | Duración |  |
| 1.  | «Welcome To The Club»                    | 2:53     |  |
| 2.  | «Two Steppin' Mind»                      | 2:59     |  |
| 3.  | «The Only Thing That I Have Left»        | 3:22     |  |
| 4.  | «You Can Take It With You (When You Go)» | 2:10     |  |
| 5.  | «Ain't No Angels»                        | 3:04     |  |
| 6.  | «Memory Lane»                            | 3:24     |  |
| 7.  | «Tears In The Rain»                      | 3:19     |  |
| 8.  | «What She Left Behind»                   | 2:52     |  |
| 9.  | «What Room Was The Holiday In»           | 3:07     |  |
| 10. | «I Keep It Under My Hat»                 | 3:12     |  |